# Elias Gottlieb Haussmann
Elias Gottlieb Haussmann (Duits: Elias Gottlob Haußmann/Haussmann/Hausmann) (?Gera, 1695 - Leipzig, 11 april 1774) was een Duits kunstschilder uit Leipzig. Hij was hofschilder van de Saksische keurvorsten in Dresden en vanaf 1720 officiële portretschilder van de stad Leipzig.
Zijn bekendste werken, portretten van Johann Sebastian Bach, vervaardigde hij in 1746 en in 1748. Het Altes Rathaus in Leipzig herbergt veel van zijn schilderijen, waaronder een portret van Bach.
- Bibliothèque nationale de France: cb147927455 (data)
- Gemeinsame Normdatei: 118547216
- International Standard Name Identifier: 0000 0000 6631 5786
- MusicBrainz: 4591e0eb-aa1d-4ae3-b4e7-50abeb873915
- Nationale Bibliotheek van Tsjechië: xx0085702
- RKD-Nederlands Instituut voor Kunstgeschiedenis: 36512
- Système universitaire de documentation: 195490622
- Union List of Artist Names: 500020797
- Virtual International Authority File: 66729962
- WorldCat: E39PBJrrtTMDFH9rtpkqKYHXBP